# Maurizio Dioli
Maurizio Dioli est un vétérinaire espagnol, spécialiste des camélidés.

## Œuvres
- Studies on Ticks (Acari): Infesting the One-Humped Camel (Camelus Dromedarius) in Kenya and Southern Ethiopia, Université de Londres, 2002.
- Pictorial Guide to Traditional Management, Husbandry and Diseases of the One-Humped Camel